# Melchior Ndadaye nemzetközi repülőtér
A Melchior Ndadaye nemzetközi repülőtér (IATA: BJM, ICAO: HBBA) egy repülőtér Burundiban, amely Bujumbura közelében található. Ez Burundi egyetlen nemzetközi repülőtere, és az egyetlen aszfaltozott kifutópályával rendelkező repülőtere is. Éves utasforgalma 152 289 fő (2007).

## Története
A repülőteret 1952-ben nyitották meg. 2019. július 1-jén a repülőteret átnevezték Melchior Ndadaye nemzetközi repülőtérre. A név Burundi első demokratikusan megválasztott elnökére utal, akit 1993 októberében, három hónappal megválasztása után államcsínyben meggyilkoltak. Ez az esemény váltotta ki az egy évtizedes burundi polgárháborút.

## Légitársaságok és úti célok

### Utasszállító
| Légitársaság       | Célállomások          |
| ------------------ | --------------------- |
| Air Tanzania       | Dar es-Salaam, Kigoma |
| Brussels Airlines  | Brüsszel              |
| Ethiopian Airlines | Addisz Abeba, Kigali  |
| Kenya Airways      | Kigali, Nairobi       |
| RwandAir           | Kigali                |
| Uganda Airlines    | Entebbe               |

### Teherszállító
| Légitársaság             | Célállomások         |
| ------------------------ | -------------------- |
| Ethiopian Airlines Cargo | Addisz Abeba, Kigali |

## Forgalom
Az utasforgalom az elmúlt években az alábbi módon változott:
| Utasok száma | 152 289 | 164 635 | 195 394 | 227 985 | 261 010 | 241 122 | 207 077 | 181 380 | 257 806 | 257 806 |
|              | 2007    | 2008    | 2010    | 2011    | 2012    | 2014    | 2015    | 2016    | 2018    | 2019    |

## Fordítás
Ez a szócikk részben vagy egészben  a   Bujumbura International Airport című angol Wikipédia-szócikk ezen változatának fordításán alapul.  Az eredeti cikk szerkesztőit annak laptörténete sorolja fel. Ez a jelzés csupán a megfogalmazás eredetét és a szerzői jogokat jelzi, nem szolgál a cikkben szereplő információk forrásmegjelöléseként.